# Hemsjön (Söderbärke socken, Dalarna)
Hemsjön är en sjö i Smedjebackens kommun i Dalarna och ingår i Norrströms huvudavrinningsområde. Sjön har en area på 0,317 kvadratkilometer och ligger 107,2 meter över havet. Sjön avvattnas av vattendraget Stimmerboån.

## Delavrinningsområde
Hemsjön ingår i det delavrinningsområde (666838-148551) som SMHI kallar för Utloppet av Hemsjön. Medelhöjden är 121 meter över havet och ytan är 2,19 kvadratkilometer. Räknas de 8 avrinningsområdena uppströms in blir den ackumulerade arean 118,77 kvadratkilometer. Stimmerboån som avvattnar avrinningsområdet har biflödesordning 4, vilket innebär att vattnet flödar genom totalt 4 vattendrag innan det når havet efter 235 kilometer. Avrinningsområdet består mestadels av skog (49 procent), öppen mark (15 procent) och jordbruk (20 procent). Avrinningsområdet har 0,3 kvadratkilometer vattenytor vilket ger det en sjöprocent på 13,8 procent.